# Microsoft Autofill
Microsoft Autofill es un administrador de contraseñas desarrollado por Microsoft. Es compatible con múltiples plataformas, como Android, iOS y el navegador Google Chrome. Es parte de la aplicación Microsoft Authenticator en Android e iOS,  y una extensión del navegador en Google Chrome.  Almacena las contraseñas de los usuarios en la cuenta de Microsoft del usuario. Puede importar contraseñas desde Chrome y algunos administradores de contraseñas populares o desde un archivo CSV.  En la aplicación Microsoft Authenticator, se requiere autenticación multifactor para iniciar sesión, lo que proporciona una capa adicional de seguridad. Las contraseñas están cifradas tanto en el dispositivo como en la nube. 

## Características
- Autenticación multifactor (a través de la aplicación móvil Microsoft Authenticator)
- Importar de competidores
- Exportar a archivo CSV
- Guardar información de la tarjeta de crédito

## Seguridad
La aplicación Microsoft Authenticator requiere un código de acceso biométrico o del dispositivo como seguridad adicional. Las contraseñas del dispositivo están cifradas y las claves de cifrado/descifrado no se almacenan y siempre se generan cuando es necesario. Las contraseñas se descifran solo cuando un usuario desea ver la contraseña o la contraseña se completa automáticamente. Las contraseñas se sincronizan a través de una conexión HTTPS protegida con SSL. 